# Cavallino-Treporti
Cavallino-Treporti – miejscowość i gmina we Włoszech, w regionie Wenecja Euganejska, w prowincji Wenecja.
Według danych na rok 2010 gminę zamieszkiwało 13 493 osób, 300,71 os./km².